# Querida mamá
Querida mamá é uma telenovela venezuelana exibida em 1982 pela Venevisión.

## Elenco
- Hilda Carrero- Maria Victoria Morales Marivi
- Eduardo Serrano- Rodrigo Márquez Terán
- Eva Blanco- Gloria
- Diego Acuña
- Angélica Arenas
- Olga Castillo
- Luis Colmenares
- Elisa Escámez
- Nury Flores
- Esperanza Magaz
- Luis Malave
- Omar Omaña
- Francia Ortiz
- Carmencita Padrón
- Cristina Reyes
- Tony Rodríguez